# درز پیچی
دَرزِ پیچی (انگلیسی: Bolted joint) یا اتصال پیچی یک روش اتصال قابل جدا شدن است که در آن دو یا چند قطعه با استفاده از پیچ، مهره و واشر به یکدیگر متصل می‌شوند. این نوع اتصال در صنایع مختلف از جمله ساخت و ساز، خودروسازی، هوافضا و ماشین‌آلات به‌طور گسترده استفاده می‌شود.
درزهای پیچی به دلیل سادگی، استحکام، قابلیت اطمینان و سهولت مونتاژ و جداسازی قطعات محبوبیت زیادی دارند. آنها می‌توانند بارهای کششی، فشاری و برشی را تحمل کنند و در برابر لرزش و ضربه مقاوم باشند.
اتصال پیچی یکی از رایج‌ترین عناصر در ساخت‌وساز و طراحی ماشین است. این اتصال شامل یک اتصال‌دهنده نری رزوه‌دار (به عنوان مثال، یک پیچ) است که قطعات دیگر را می‌گیرد و به هم متصل می‌کند، و با یک رزوه پیچ ماده‌ای منطبق محکم می‌شود. دو نوع اصلی از طراحی اتصالات پیچی وجود دارد: اتصالات کششی و اتصالات برشی.
برای ایجاد یک درز پیچی، ابتدا سوراخ‌هایی در قطعات ایجاد می‌شود که قطر آنها کمی بزرگتر از قطر پیچ است. سپس پیچ از سوراخ‌ها عبور داده می‌شود و مهره در انتهای دیگر پیچ بسته می‌شود. واشرها معمولاً در زیر سر پیچ و مهره قرار می‌گیرند تا سطح تماس را افزایش داده و از آسیب دیدن قطعات جلوگیری کنند.
درزهای پیچی می‌توانند انواع مختلفی داشته باشند، از جمله درزهای پیچی معمولی، درزهای پیچی با پیش‌تنیدگی، درزهای پیچی اصطکاکی و درزهای پیچی با واشر فنری. هر نوع درز پیچی برای کاربردهای خاصی مناسب است و انتخاب نوع مناسب به عوامل مختلفی مانند بار اعمال شده، جنس قطعات و شرایط محیطی بستگی دارد.
انتخاب اجزا در یک اتصال رزوه‌ای یک فرایند پیچیده است. بسیاری از عوامل مانند دما، خوردگی، لرزش، خستگی و پیش‌بار اولیه با دقت در نظر گرفته می‌شوند.

## انواع
- درز کششی: در یک اتصال کششی، پیچ و اجزای محکم شده اتصال برای انتقال بار کششی اعمال شده از طریق اتصال به وسیله اجزای محکم شده با طراحی تعادل مناسب اتصال و سختی پیچ طراحی شده‌اند. این اتصال باید به گونه‌ای طراحی شود که نیروی گیره هرگز توسط نیروهای کششی خارجی که برای جدا کردن اتصال عمل می‌کنند، غلبه نکند. اگر نیروهای کششی خارجی بر نیروی گیره (پیش بار پیچ) غلبه کنند، اجزای اتصال محکم شده از هم جدا می‌شوند و اجازه حرکت نسبی اجزا را می‌دهند.
- درز برشی: نوع دوم اتصال پیچی، بار اعمال شده را در برش ساقه پیچ منتقل می‌کند و به مقاومت برشی پیچ متکی است. بارهای کششی روی چنین اتصالی فقط تصادفی هستند. پیش بار همچنان اعمال می‌شود، اما در نظر گرفتن انعطاف‌پذیری اتصال به اندازه زمانی که بارها از طریق اتصال در کشش منتقل می‌شوند، مهم نیست. سایر اتصالات برشی از این قبیل، از پیش بار روی پیچ استفاده نمی‌کنند زیرا به گونه‌ای طراحی شده‌اند که به اتصال اجازه چرخش حول پیچ را می‌دهند، اما از روش‌های دیگری برای حفظ یکپارچگی پیچ/اتصال استفاده می‌کنند. اتصالاتی که امکان چرخش را فراهم می‌کنند شامل اتصالات چاکدار هستند و به یک سازوکار قفل (مانند واشرهای قفل، چسب‌های رزوه‌ای و مهره‌های قفل) متکی هستند.

طراحی مناسب اتصال و پیش بار پیچ، ویژگی‌های مفیدی را ارائه می‌دهد:
- برای بارهای کششی چرخه‌ای، اتصال‌دهنده در معرض دامنه کامل بار قرار نمی‌گیرد. در نتیجه، عمر خستگی اتصال‌دهنده افزایش می‌یابد یا اگر مواد دارای حد تحمل باشند، عمر آن به‌طور نامحدود افزایش می‌یابد.
- تا زمانی که بارهای کششی خارجی روی یک اتصال از نیروی گیره تجاوز نکند، اتصال‌دهنده در معرض حرکتی قرار نمی‌گیرد که باعث شل شدن آن شود، بنابراین نیازی به سازوکارهای قفل‌کننده نیست. (زیر ورودی‌های ارتعاش مشکوک است)
- برای اتصال برشی، یک نیروی گیره مناسب بر روی اجزای اتصال از حرکت نسبی آن اجزا و سایش سایشی آنهایی که می‌تواند منجر به ایجاد ترک‌های خستگی شود، جلوگیری می‌کند.

در هر دو مورد طراحی اتصال کششی و برشی، سطحی از پیش بار کششی در پیچ و در نتیجه پیش‌بار فشرده‌سازی در اجزای محکم شده برای یکپارچگی اتصال ضروری است. هدف پیش بار را می‌توان با روش‌های مختلفی به دست آورد: اعمال گشتاور اندازه‌گیری شده به پیچ، اندازه‌گیری میزان کشش پیچ، گرم کردن برای انبساط پیچ و سپس چرخاندن مهره به پایین، گشتاور پیچ تا نقطه تسلیم، آزمایش اولتراسونیک، یا با اعمال تعداد معینی درجه چرخش نسبی اجزای رزوه شده. هر روش دارای طیف وسیعی از عدم قطعیت‌ها است که برخی از آنها بسیار قابل توجه هستند.